# 東濃研磨
東濃研磨株式会社（とうのうけんま）は、岐阜県土岐市に本社を置く砥石メーカーである。

## 概要
1970年12月23日に日本陶器と（現・ノリタケカンパニーリミテド）と岐阜製砥の共同出資によって設立された。
ベアリング研削などに用いる小型のビトリファイド砥石の生産が主な業務である。なお、東濃研磨の属するノリタケグループでは大型の汎用ビトリファイド砥石は東京砥石が、特殊用途品などについてはノリタケボンデッドアブレーシブが生産を担当している。